# Casspir

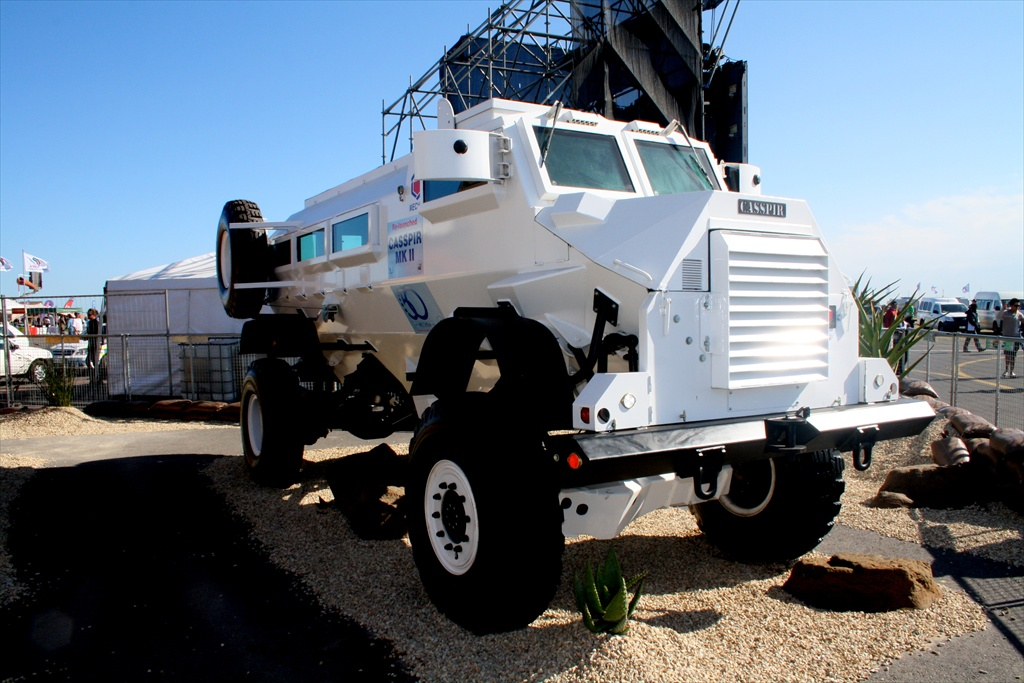
Un Casspir en el Museo de la Policía Sudafricana, Pretoria.

El Casspir es un vehículo blindado antiminas y un VPRME preparado para el transporte de personal que ha estado en uso en Sudáfrica durante más de 20 años. Es un vehículo blindado 4x4 utilizado para el transporte de tropas. Puede llevar una tripulación de dos personas más otros doce soldados y sus enseres. 
En el momento de su lanzamiento el Casspir era único en lo que a su diseño se refería, dotado de seguridad pasiva antiminas. La carrocería del vehículo tiene forma de "V" y está elevada sobre el suelo, así que si se detona una mina la explosión no daña el compartimento de los ocupantes. La fuerza de la explosión fluye hacia afuera debido a la forma en "V". Además el vehículo está blindado añadiendo a su vez mayor protección contra las minas y armas de fuego cortas. El Casspir fue el vehículo que tomó como inspiración y prototipo el cuerpo de Marines de EE. UU. para su proyecto MRAP.

## Historia del diseño
El nombre 'Casspir' es una mezcla de las siglas del cliente, la Policía Sudafricana (SAP en inglés), y la compañía que lo diseñó, Consejo para la Investigación Científica e Industrial (CSIR en inglés). Aunque el Casspir fue ampliamente utilizado en distritos segregados durante el apartheid, fue concebido específicamente para aguantar las condiciones extremas a las que se enfrentarían en la Guerra de la frontera de Sudáfrica. En particular, las necesidades básicas que estos vehículos debían cumplir en este conflicto se basaban en la protección contra minas terrestres combinado con la capacidad para cubrir grandes distancias. Estos dos requerimientos fueron los que condicionaron la forma de su carrocería y su chasis.
Muy efectivo durante el conflicto con Cuba, durante el conflicto. Miembros de las tropas especiales cubanas descubrieron que muchos equipos no poseían techo durante las operaciones de las SAF en el terreno. Esto lo hacía vulnerable al ataque con granadas antipersonales y antitanques por la parte superior, tanto así, como por medios incendiarios.

## Usuarios
- Angola
- Arabia Saudita
- Benín
- Burundi
- Egipto
- Estados Unidos
- Ghana
- India
- Indonesia
- Irak
- Malaui
- Malí
- Mozambique
- Namibia
- Nepal
- Perú
- República Democrática del Congo
- Senegal
- Sierra Leona
- Somalia
- Sudáfrica[2]
- Tanzania
- Uganda
- Yibuti